# Hans Bekx

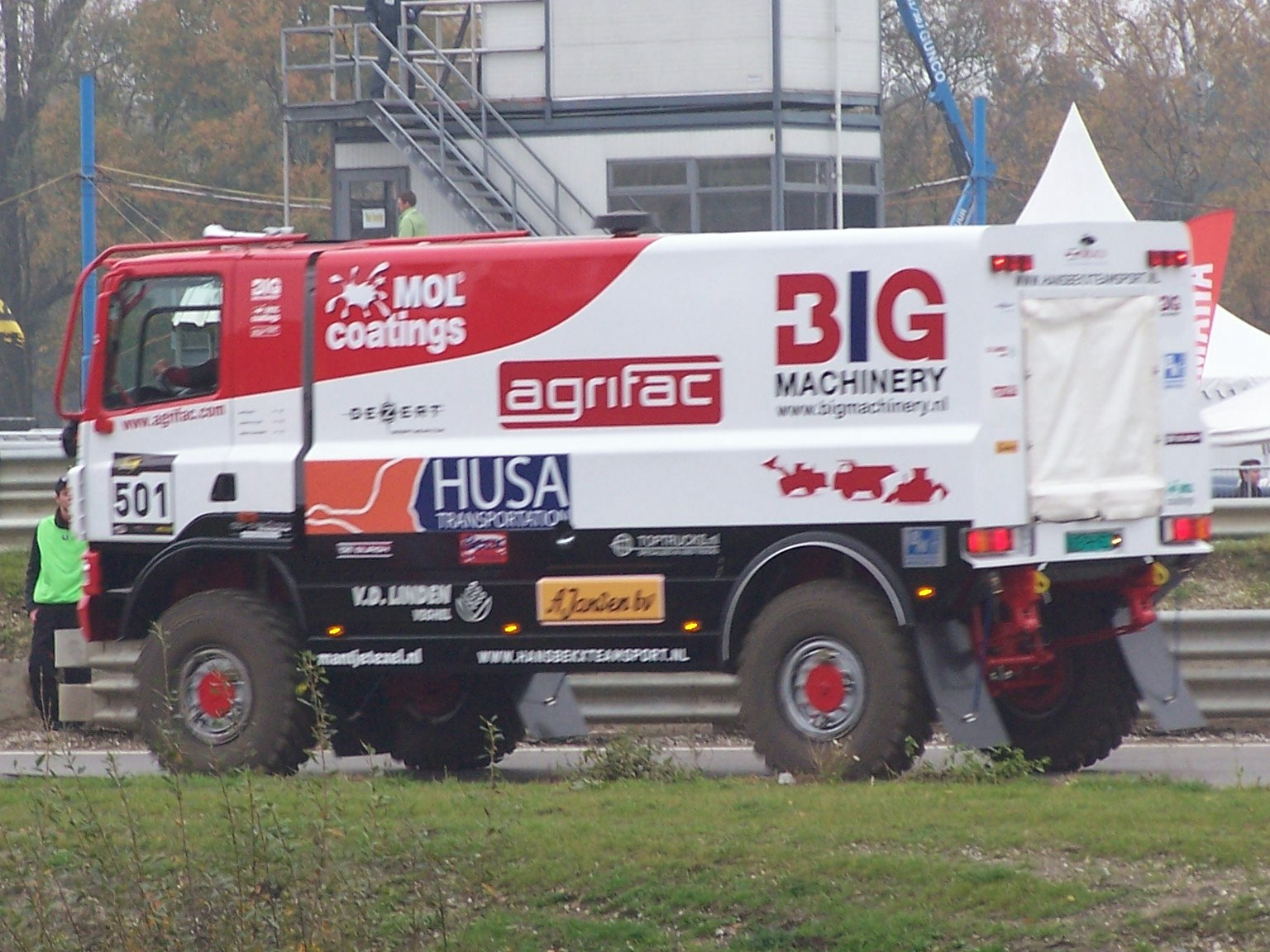
DAF 75 CF

Hans Bekx (Veghel, 11 januari 1956) is een Nederlandse rallycoureur.
Hans Bekx doet sinds 1998 mee aan de Dakar. Het eerste jaar reed hij samen met Normaal-zanger Bennie Jolink, met een vrachtauto van ex-Dakar deelnemer Tijsterman. De equippe verdwaalde en viel uit. Aanvankelijk reed hij met Ginaf, later schakelde hij over naar DAF. Zijn beste resultaat was de zevende plaats in de editie 2001 (zijn tweede plaats in de 2005-editie van de rally werd tenietgedaan door een diskwalificatie, omdat zijn truck niet zou voldoen aan de reglementen).
In 2006 verscheen hij aan de start, maar mocht niet starten omdat de homologatie van de truck niet in orde zou zijn, evenals de equippes van De Rooy. In 2007 kwam Bekx terug in de Dakar met een DAF die wel voldeed aan alle regels van de FIA, en behaalde een veertiende plaats bij de trucks.
In 2008 stond Bekx ook weer aan de start van de Dakar met diezelfde DAF, maar werd de rally vroegtijdig afgelast vanwege terreurdreiging. In plaats van de Dakar reed Bekx een andere rally, de Transorientale, waarbij hij een derde plaats bij de trucks behaalde.
Eind 2008, begin 2009 hebben Bekx en Jan de Rooy samen in één team aan de Africa Race deelgenomen.
Bekx wilde het eigenlijk even rustig aan doen en geen rally rijden, maar toen Jan de Rooy hem vroeg om mee te doen in zijn team aan de Africa Race, begon het toch wel weer te kriebelen.
Bekx heeft de tweede plaats behaald bij de trucks en een zevende plaats in het algemeen klassement.
In het algemeen klassement stonden 3 motoren, 3 auto's en 4 trucks in de top 10, waarbij het onderlinge verschil iets meer dan 15 minuten bedroeg.
In 2010 reed Bekx de Baja-Saxonia in het kader van teambuilding voor een eventuele volgende grote rally, hij behaalde hier een 2e plaats voor trucks boven de 7,5 ton.
Op 11 oktober 2010 wordt bekendgemaakt dat Bekx mee gaat doen aan Le Dakar 2011.
Hij viel in de eerste etappe uit door een ongeval.
In 2012 gaat Bekx ook weer meedoen aan Le Dakar 2012.
Naast rallycoureur is hij zakenman. Vroeger had hij een transportbedrijf, tegenwoordig is hij in zijn woonplaats Veghel actief als entrepreneur.

## Palmares Hans Bekx aanRally Raids
| Jaar                                                     | Naam Rally / Route                           | Startnummer                               | Team                                      | Merk/Type                           | Positie Trucks Overall                                                  | Totale Rijtijd Start/Finish (Afstand KM Totaal/Special) |
| -------------------------------------------------------- | -------------------------------------------- | ----------------------------------------- | ----------------------------------------- | ----------------------------------- | ----------------------------------------------------------------------- | ------------------------------------------------------- |
| 1998                                                     | Le Dakar Parijs - Granada - Dakar            | 433                                       | Hans Bekx Teamsport                       | Ginaf F2222                         | uitgevallen in T4-klasse, gefinisht in T5-klasse                        | 00h00'00"(10593/5219)                                   |
| 1999                                                     | Le Dakar Granada - Dakar                     | 418                                       | Hans Bekx Teamsport                       | Ginaf F2222                         | uitgevallen                                                             | 00h00'00"(9393/5638)                                    |
| 2001                                                     | Le Dakar Parijs - Dakar                      | 417                                       | Hans Bekx Teamsport                       | Ginaf M2223                         | 7e plaats                                                               | (10219/6180)                                            |
| 2002                                                     | Le Dakar Arras - Madrid - Dakar              | 412                                       | Hans Bekx Teamsport                       | Ginaf M2223                         | 18e plaats                                                              | (9436/6486)                                             |
| 2003                                                     | Le Dakar Marseille - Sharm el Sheikh         | 411                                       | Hans Bekx Teamsport                       | Ginaf M2223                         | 11e plaats                                                              | (8552/5216)                                             |
| 2004                                                     | Le Dakar Clermont-Ferrand - Dakar            | 416                                       | Hans Bekx Teamsport                       | DAF FAV 85CF 4x4                    | 8e plaats                                                               | 78h36'41"(9506,5/4635,5)                                |
| 2005                                                     | Le Dakar Barcelona - Dakar                   | 524                                       | Hans Bekx Teamsport                       | DAF FAV 75CF 4x4                    | 2e plaats tot voorlaatste etappe, toen gediskwalificeerd op kleinigheid | 00h00'00"(9039/5433)                                    |
| 2006                                                     | Le Dakar Lissabon - Dakar                    | 502                                       | Hans Bekx Teamsport                       | DAF FAV 75CF 4x4                    | start geweigerd wegens problemen met FIA homologatie van de truck       | 00h00'00"(9043/4813)                                    |
| 2007                                                     | Le Dakar Lissabon - Dakar                    | 511                                       | Hans Bekx Teamsport                       | DAF FAV 75CF 4x4                    | 14e plaats                                                              | (7915/4309)                                             |
| 2008                                                     | Le Dakar Lissabon - Dakar                    | 611                                       | Team Dakarsport.com / Hans Bekx Teamsport | DAF FAV 75CF 4x4                    | rally afgelast vanwege terreurdreiging                                  | 00h00'00"(9273/5736)                                    |
| Transorientale Rally Sint-Petersburg- Nur-Sultan- Peking | 407                                          | Team Dakarsport.com / Hans Bekx Teamsport | DAF FAV 75CF 4x4                          | 3e plaats (10e samen met de auto's) | 49h02'13"(10724/3708)                                                   |                                                         |
| 2009                                                     | Africa Race Nador- Chinguetti- Dakar         | 303                                       | Team De Rooy / Hans Bekx Teamsport        | DAF FAV 75CF 4x4                    | 2e plaats                                                               | 51h02'10"(7275/3840)                                    |
| 2010                                                     | Baja-Saxonia Leipzig                         | 484                                       | Hans Bekx Teamsport                       | DAF FAV 75CF 4x4                    | 2e plaats (7,5 ton+)                                                    | 05h31'58"(>400)                                         |
| 2011                                                     | Le Dakar Buenos Aires - Arica - Buenos Aires | 515                                       | Hans Bekx Teamsport                       | DAF FAV 75CF 4x4                    | uitgevallen in etappe 1                                                 | 00h00'00"(8697/4222)                                    |
| 2012                                                     | Le Dakar Mar del Plata - Copiapó - Lima      | 512                                       | Hans Bekx Teamsport                       | DAF FAV 75CF 4x4                    | 17e plaats                                                              | 62h23'32"(8333/4151)                                    |
| Rally van Marokko Erfoud - Zagora                        | 406                                          | Hans Bekx Teamsport                       | DAF FAV 75 CF 4x4                         | uitgevallen in etappe 6             | 00h00'00"(2074/1544)                                                    |                                                         |